# معركة بورسعيد
في يوم 8 أكتوبر 1973 شهدت بورسعيد أشد المعارك بين القوات الجوية الإسرائيلية وقوات الدفاع الجوي المصرية، حيث بلغ عدد الطائرات الإسرائيلية المهاجمة لبورسعيد أكثر من 50 طائرة، ونجحت قوات الدفاع الجوي المصرية في إيقاع الكثير من الخسائر بتلك الطائرات وتشتيت الهجمة الجوية الإسرائيلية على بورسعيد.:361:362